# Gregorius Divaeus

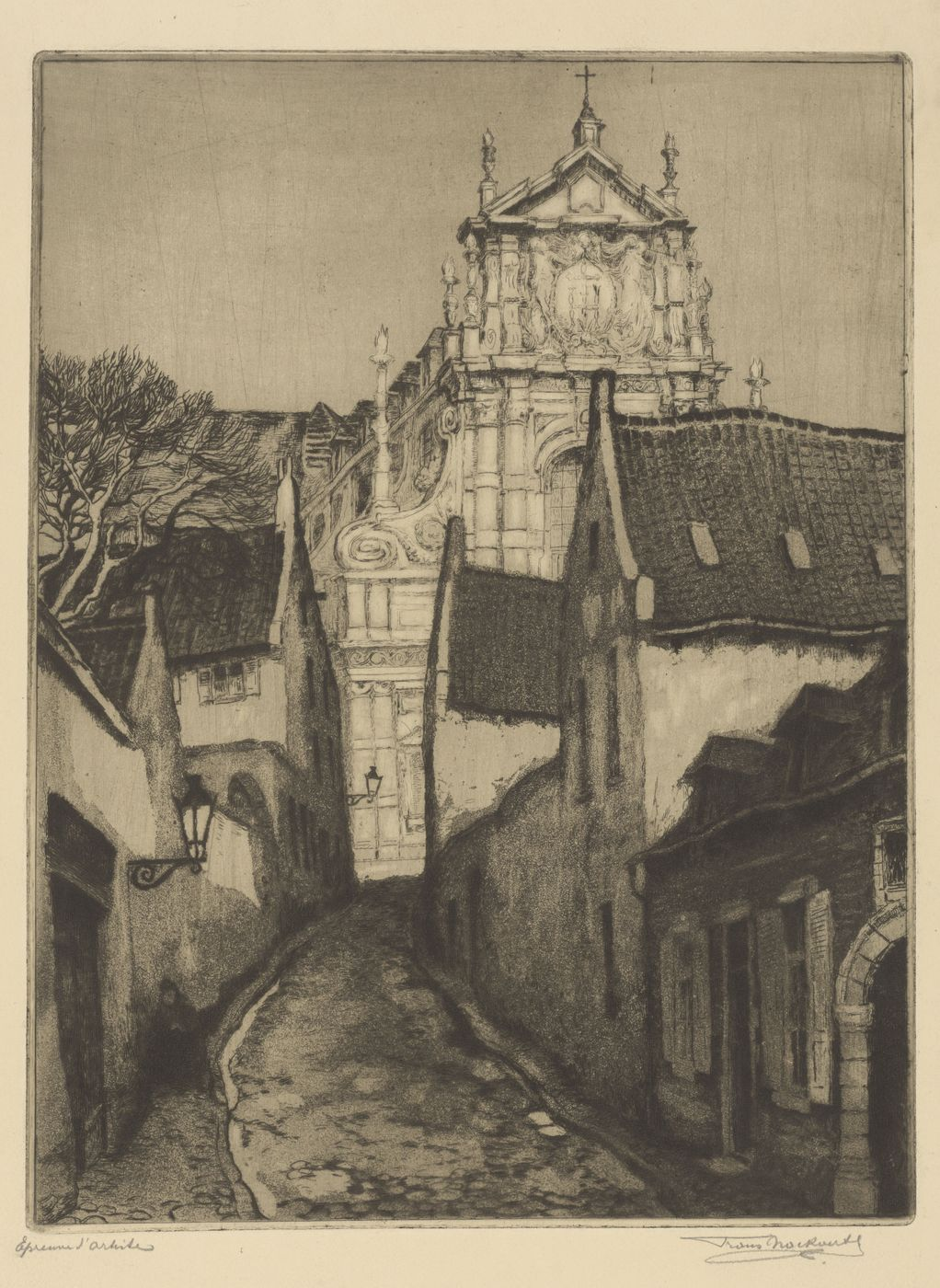
Eerste huis rechts, het Divaeuscollege op de Sint-Antoniusberg (Leuven).

Gregorius Divaeus of Grégoire van Dieve (Brussel, circa 1550 - Namen, 3 februari 1576) was een Brabander in de Spaanse Nederlanden die een studiehuis stichtte in Leuven.
Divaeus was een tijdsgenoot en, zeer waarschijnlijk, familie van de Leuvense historicus Petrus Divaeus. Vermoedelijk had Gregorius Divaeus de lagere wijdingen ontvangen. Hij ondernam een bedevaart naar Rome in 1575, een Jubeljaar van de Roomse kerk. Voor zijn afreis (1574) had hij bij testament zijn huis op de Sint-Antoniusberg in Leuven geschonken als studiehuis voor studenten theologie van de Leuvense universiteit. Dit huis was gelegen tussen de Sint-Antoniuskapel en het huis van professor Johannes Molanus. Het huis was afkomstig van zijn grootouders langs moeders kant, de familie van Vlaenderen. Het studiehuis werd Divaeuscollege genoemd, ofwel Brussels College.